# Omar Salah
Omar Salah  (tiếng Ả Rập: عمر صلاح) là một cầu thủ bóng đá người Ai Cập thi đấu cho đội bóng tại Giải bóng đá ngoại hạng Ai Cập Zamalek SC ở vị trí thủ môn.

## Danh hiệu

### Zamalek SC
- Cúp bóng đá Ai Cập (1): 2017–18

### Đội tuyển U-23 Ai Cập
- Giải Vô địch Bóng đá U-23 châu Phi :Vô Địch: 2019